# 萨尔瓦多共产党
萨尔瓦多共产党（西班牙語：Partido Comunista de El Salvador），简称萨共（PCS），是萨尔瓦多的一个共产主义政党。该党成立于1930年3月，创始人是法拉本多·马蒂。1932年1月，萨共领导萨尔瓦多人民进行反对马丁内斯军事独裁的起义，遭到镇压，3万多人牺牲，党组织瓦解。1935年，萨共重建组织。1944年，萨共积极参加总罢工，迫使马丁内斯独裁政府下台。在萨共参加下，成立统一的工人和农民组织——劳动者全国联盟和萨尔瓦多劳动者总同盟。1951年，萨共又遭镇压，党领导的工会组织受到严重破坏。
1964年3月，萨共召开“五大”，通过新党章、总纲领草案和土地纲领草案。1971年，萨共公开活动，与基督教民主党和全国革命运动组成全国反对派联盟。1979年4月，萨共召开“七大”，通过《党的总路线的根据和理论》，认为萨尔瓦多革命条件正在成熟，革命将以反对帝国主义的民主革命开始，实质上是社会主义革命，确定武装斗争的方针。
1969年和1970年，党内因革命道路问题发生分歧而分裂，原第一书记萨尔瓦多·卡耶塔诺·卡皮奥率一部分党员另建法拉本多·马蒂解放人民力量；一部分人成立人民革命军，1975年他们又成立萨尔瓦多革命党（马列）。1980年10月，萨共建立自己的武装力量，并加入法拉本多·马蒂民族解放阵线。1992年，萨尔瓦多内战结束，法拉本多·马蒂民族解放阵线成为合法政党。1994年，萨共等5个法拉本多·马蒂民族解放阵线的成员党都解散自己的组织，完全融入到法拉本多·马蒂民族解放阵线中。
萨尔瓦多共产党党报为《我们胜利》，党刊为《人民之声》。